# Ixodes transvaalensis
Ixodes transvaalensis este o specie de căpușe din genul Ixodes, familia Ixodidae, descrisă de Clifford și Harry Hoogstraal în anul 1966. Conform Catalogue of Life specia Ixodes transvaalensis nu are subspecii cunoscute.